# République tchétchène d'Itchkérie
Ne doit pas être confondu avec Tchétchénie.
1991–2000
depuis 2000 – (gouvernement en exil)
Entités précédentes :
- RSSA tchétchéno-ingouche (RSFSR)

Entités suivantes :
- République tchétchène (fédération de Russie)

La république tchétchène d'Itchkérie (en tchétchène : Nóxçiyn Respublik Içkeri ; en russe : Чеченская Республика Ичкерия), aussi appelée parfois république d'Itchkérie ou Itchkérie, est un État non reconnu (sauf par la Géorgie sous la présidence de Zviad Gamsakhourdia, ainsi que par l'émirat islamique d'Afghanistan et l'Ukraine depuis 2022) qui a existé de facto de 1991 à 2000. C'est aussi le nom que porte le gouvernement séparatiste tchétchène en exil depuis 2000. Ce territoire a les mêmes frontières que celui de la république de Tchétchénie actuelle.

## Historique de l'Itchkérie

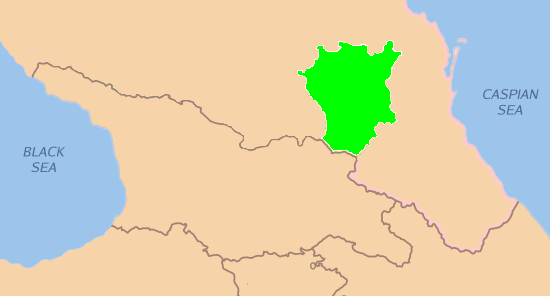
Carte localisant de manière resserrée les républiques voisines de l'Itchkérie.

Après la dislocation de l'URSS, la Tchétchénie a proclamé son indépendance en 1991.
De 1994 à 2000, la République tchétchène, de facto indépendante de la Russie et se voulant légitime de jure, porte aussi officiellement le nom de la république tchétchène d'Ichkérie.
À la suite de la seconde guerre de Tchétchénie en 1999-2000, la république tchétchène d'Itchkérie cesse d'exister, cédant la place à la république de Tchétchénie, remise sous la juridiction constitutionnelle russe. Le dernier président élu de l'Itchkérie est Aslan Maskhadov, assassiné par les forces fédérales russes le 8 mars 2005.
Actuellement, un groupe d'anciens dirigeants de la Tchétchénie, réfugiés dans l'Union européenne et d'autres pays démocratiques, la plupart recherchés par le Parquet russe pour l'opposition à l'armée russe, opère en exil sous le nom de la « république tchétchène d'Itchkérie » dénonçant l'impunité pour les crimes de guerre et les actes de barbarie perpétrés par les forces russes. Le porte-parole de cette formation politique est Akhmed Zakaïev, réfugié à Londres, qui se présente comme le « Premier ministre » de l'Itchkérie. L'ancien « président » de l'Itchkérie, Dokou Oumarov (accédé à ce titre en 2006 après la mort d'Abdoul-Khalim Saïdoullaïev, successeur lui-même de Maskhadov), qui menait, jusqu'à sa mort en 2013, des combats de guérilla en Tchétchénie, avait de son côté décrété en 2007 la dissolution de la « république » pour la transformer en émirat du Caucase, dont il s'était proclamé émir.

Passeport de la république tchétchène d'Itchkérie délivré par le gouvernement en exil de Zakaïev.

## Reconnaissance internationale
La république tchétchène d'Itchkérie n'est pas reconnue officiellement par la plupart des États membres de l'ONU. Elle dispose de « bureaux de représentation » dans certains d'entre eux (Allemagne, Azerbaïdjan, Belgique, Danemark, Émirats arabes unis, Estonie, Géorgie, Irak, Lituanie, Pakistan, Pologne, Qatar, Royaume-Uni, Syrie, Turquie et Ukraine) bien que la plupart soient fermés depuis le début des années 2000.
Le 13 mars 1992, le président géorgien Zviad Gamsakhourdia (déchu, mais dont le gouvernement reste reconnu par plusieurs États internationalement reconnus), alors en exil à Grozny, signe un décret (oukase) reconnaissant l'indépendance étatique de la république tchétchène.
Le 14 février 1995, le parlement de l'Estonie (où Doudaïev est toujours perçu comme un héros pour y avoir empêché l'écrasement d'un soulèvement populaire début 1990) se prononce unanimement en faveur de la reconnaissance de la république tchétchène d'Itchkérie. Le vote reste cependant sans conséquences en raison d'intenses pressions russes sur le gouvernement estonien.
Le 18 avril 1995, le député ukrainien Taras Ivanovytch Protsevyat (élu du Congrès des nationalistes ukrainiens dans l'oblast de Lviv), de retour d'une mission humanitaire en Tchétchénie, déclare : « Je pense que la meilleure façon de soutenir le peuple tchétchène serait que l'Ukraine reconnaisse la république tchétchène indépendante d'Itchkérie au niveau diplomatique ».
Le 17 juillet 1996, une lettre signée par 46 des 56 municipalités de Lituanie est adressée au parlement du pays pour lui demander de reconnaître l'indépendance de la république tchétchène d'Itchkérie, sans succès.
Le 12 mai 1997, la fédération de Russie et la république tchétchène d'Itchkérie signent un traité de paix (en) qui équivaut de facto selon certains juristes (Francis Anthony Boyle, Saïd-Rahman Mouzaïev) à un accord de reconnaissance mutuelle.
En juin 1998, la république tchétchène d'Itchkérie tente vainement d'obtenir une reconnaissance diplomatique de l'Allemagne et de la Turquie en se revendiquant comme l'État successeur de la république montagnarde du Caucase du Nord avec laquelle l'Empire allemand et l'Empire ottoman avaient signé un traité de paix lors de la campagne du Caucase en 1918,.
Le 16 janvier 2000, le ministre afghan des Affaires étrangères Wakil Ahmed Muttawakil (en) et l'ancien président tchétchène Zelimkhan Iandarbiev signent un accord par le biais duquel la république tchétchène d'Itchkérie reconnaît diplomatiquement l'émirat islamique d'Afghanistan et inversement,, .
Le 18 octobre 2022, le parlement ukrainien adopte une résolution reconnaissant la république tchétchène d'Itchkérie comme un territoire « occupé temporairement par la fédération de Russie », un vocable que l'Ukraine emploie également pour parler de ses propres territoires annexés ou occupés par la Russie dans le cadre de la guerre qui l'oppose à cette dernière.